# Erich Hürden

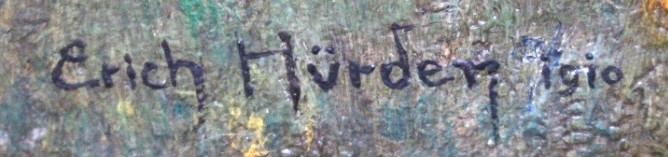
Bildsignatur des Künstlers

Erich Hürden, auch Erich Hlavacek, eigentlich Erich Rudolf Heinrich Hlavaček (* 22. August 1884 in  Wien; † 27. April 1969 in Obertrum am See) war ein österreichischer Maler und Graphiker. Bekanntheit erlangte er als Landschaftsmaler des Altvatergebirges.

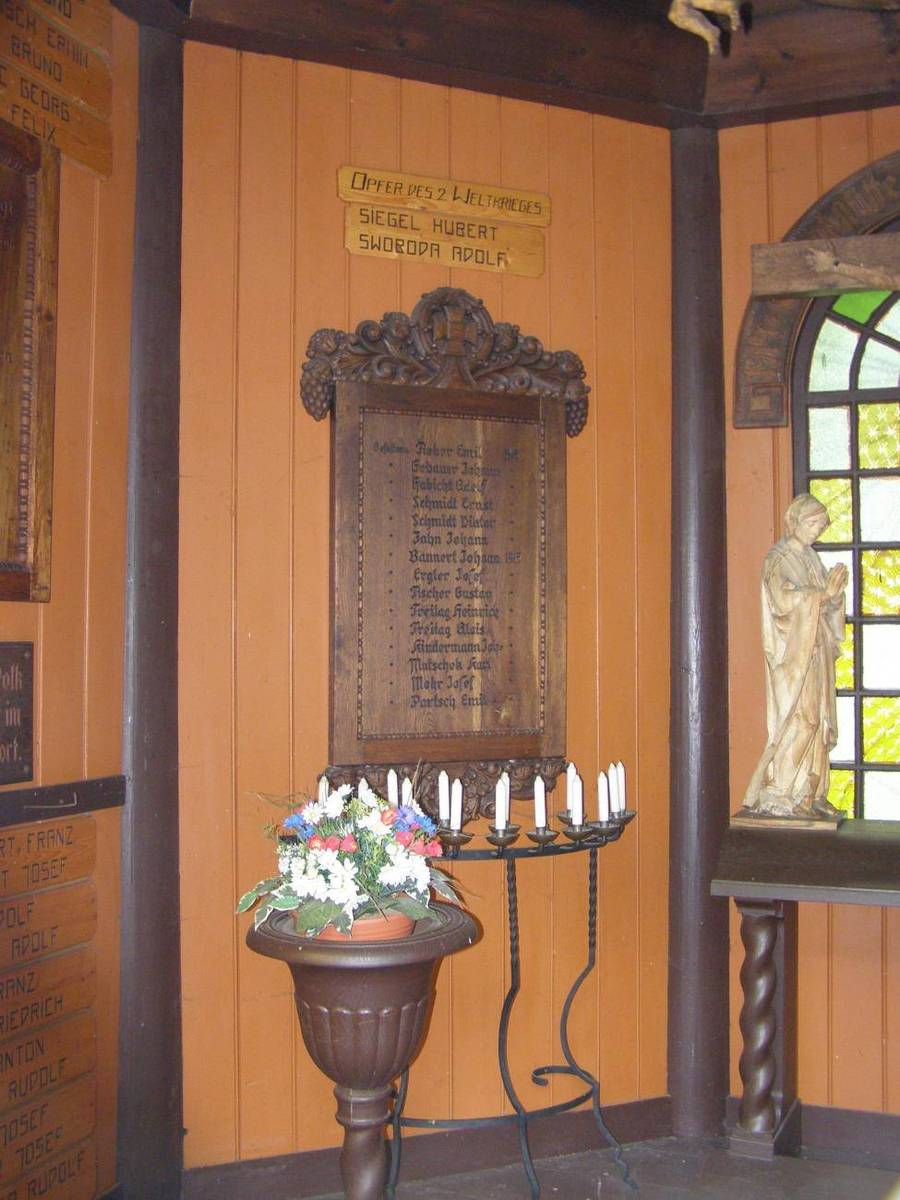
Innenraum der Gedenkkapelle in Ludvíkov

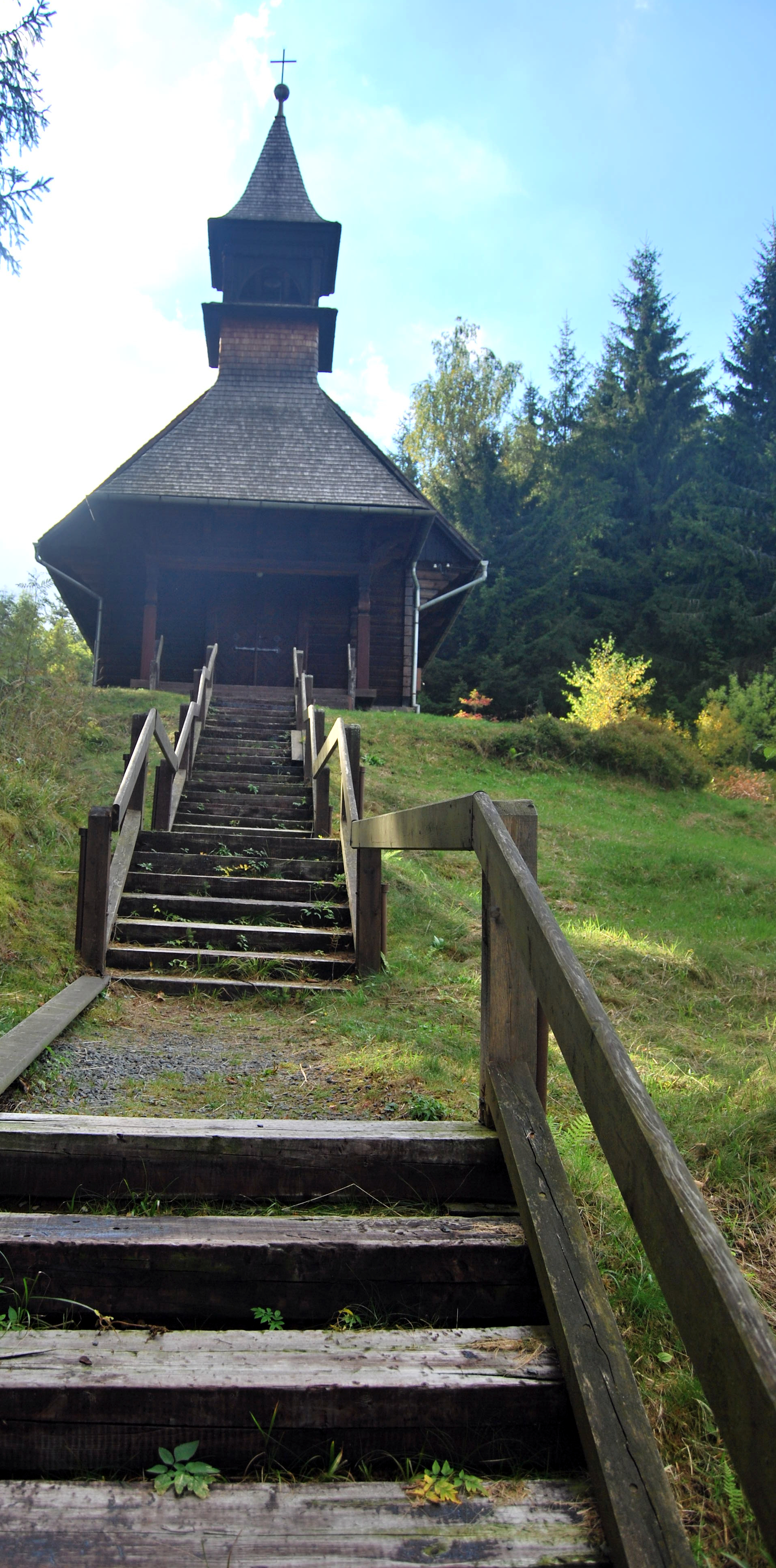
Kapelle St. Hedwig in Vidly

## Leben
Erich Hlavaček wurde in Wien, Prater Nr. 9, als Sohn des Malers Anton Hlavaček und dessen Ehefrau Helene geboren und studierte an der Kunstakademie Wien. Wie sein Vater widmete sich Erich Hlavaček vorrangig der Landschaftsmalerei. Ab 1908 arbeitete er in Wien als Maler. Nach Studienreisen in die Alpen, nach Bayern, Mähren und Schlesien übersiedelte er 1917 auf Einladung des Hochmeisters Eugen von Österreich-Teschen in den schlesischen Badeort Karlsbrunn im Altvatergebirge, wo er unter dem von den landschaftstypischen Schafhürden hergeleiteten Künstlernamen Erich Hürden arbeitete. Den Schwerpunkt seiner zahlreichen Werke stellen Gemälde und Graphiken mit Landschaften des Altvatergebirges dar.
Hürden bewohnte bis 1946 das Terrassenhaus (heute Haus Kamzík) in Karlova Studánka. Nach der Vertreibung wurde er in Obertrum am See im Salzburger Land ansässig, wo er bis zu seinem Tode unter dem Namen Erich Hlavacek lebte.

## Werke
Eine Vielzahl der Werke Künstlers befindet sich in Privatbesitz sowie in Galerien in Tschechien und Österreich. Ständige Ausstellungen bestanden in den Jagdsalons des Gästehauses (heute Haus Bezruč) sowie im Gasthaus "Hubertus". Außerdem entwarf und gestaltete der Künstler:
- die Innenraumdekoration des Hotels Hubertus in Karlova Studánka
- die St. Hedwigs-Kapelle in Vidly (Gabel)
- die Gedenkkapelle in Ludvíkov (Ludwigsthal)